# 司法语言学
司法语言学（英文：Forensic linguistics，legal linguistics，或language and the law）是在法律、语言、犯罪调查、庭审以及司法程序的环境下，对于语言学知识、方法与见解的应用。它是应用语言学的一个分支。
语言学在司法环境下的应用主要有三个方面：
- 理解书面法律的语言
- 理解语言在司法程序中的使用
- 提供语言学相关的证据

司法语言学不独立在某单一学科中。它需要不同背景的专家与研究人员团队的共同参与。